# Maurische Netzwühle
Die Maurische Netzwühle (Blanus cinereus), auch Ringelschleiche genannt, ist eine Art der Doppelschleichen (Amphisbaenia) aus der Gattung Blanus. Neben der Türkischen Netzwühle (Blanus strauchi) und der Südwestiberischen Netzwühle (Blanus mariae) handelt es sich um die einzige Art der Doppelschleichen in Europa. Ihr Verbreitungsgebiet umfasst den größten Teil der Iberischen Halbinsel sowie Marokko.

## Merkmale
Die Maurische Netzwühle ist mit einer Körperlänge von 20 bis 28 Zentimetern eine kleine bis mittelgroße Art der Doppelschleichen. Sie ist schlangenförmig und besitzt keine Beine. Der Körper ist von gleichmäßigen, rechteckigen Körperschuppen besetzt, die parallel angeordnet sind und dem Tier eine segmentierte Erscheinung verleihen. Die Färbung ist fleischfarben, grau oder braun ohne Zeichnung; der Bauch ist etwas heller gefärbt als der Rücken.
Der kleine Kopf ist nur durch eine leichte Furche vom Körper abgesetzt und – bei oberflächlicher Betrachtung – vom stumpf abgerundeten Schwanzende nur durch zwei kleine schwarze Punktaugen zu unterscheiden.

## Verbreitung und Lebensraum
Das Verbreitungsgebiet der Maurischen Netzwühle umfasst den größten Teil der Iberischen Halbinsel mit Ausnahme des Nordens. Dabei schließt es Portugal fast vollständig sowie den größten Teil Spaniens ein. Außerdem kommt sie neben zwei weiteren Blanus-Arten im nordwestafrikanischen Marokko vor. Die Maurische Netzwühle besiedelt vor allem das Tiefland, kommt aber auch in den zentraliberischen Gebirgen bis in Höhen von etwa 1800 Metern über NN vor.
Als Lebensraum bevorzugt sie trockene bis sandige Böden; sie kann jedoch auch in feuchteren und humusreichen landwirtschaftlich genutzten Flächen angetroffen werden.

## Lebensweise
Die Art lebt überwiegend unterirdisch im Boden, nur sehr selten unter Steinen. Sie ernährt sich vor allem von im Boden lebenden Wirbellosen, darunter speziell Ameisen und Ameisenpuppen, aber auch Schmetterlingsraupen, Käferlarven, Termiten, Spinnentiere und Würmer. Kleinere Insekten werden als Ganzes verschluckt, während größere (z. B. Grillen) geöffnet und ausgefressen werden, so dass deren Chitinhülle übrig bleibt. Fressfeinde dieser Art sind große Eidechsen, wie die Perleidechse, Schlangen (Westliche Eidechsennatter, Stülpnasenotter, Iberische Kapuzennatter), eine Reihe Vogelarten (Mäusebussard, Rotmilan, Wiesenweihe, Turmfalke, Rötelfalke, Raubwürger, Steinkauz) und verschiedene Säuger (Kleinfleck-Ginsterkatze, Rotfuchs, Europäischer Dachs, Steinmarder, Ichneumon, Gartenschläfer, Wildschwein).
In den oberen Bodenschichten konnten zwischen Februar und April, z. T. bereits im Dezember und Januar, Aktivitäten festgestellt werden. In nördlicher und höher gelegenen Regionen wurden Tiere aber erst ab März–Mai nachgewiesen. In der heißesten und trockensten Jahreszeit (Juli/August) findet im Süden des Areals entweder eine Sommerruhe statt oder die Tiere ziehen sich in tiefe Bodenschichten zurück und bleiben dort weiter aktiv. Die Paarungen finden zwischen März und Juni statt. Bei Terrarien-Beobachtungen konnte dabei ein Flankenbiss des Männchens festgestellt werden. Das Weibchen legt 1–3, 24–29 mm lange und bis 5,5 mm breite Eier im Boden oder in morschem Holz ab. Daraus schlüpfen nach etwa 70 bis 80 Tagen die Jungtiere.

## Parasiten
Blanusia pseudorhabditis ist ein im Darm parasitierender Spulwurm.

## Gefährdung und Schutz
Die Maurische Netzwühle wird von der IUCN als nicht gefährdet eingestuft. Diese Einschätzung erfolgt aufgrund des großen Verbreitungsgebietes der Art sowie aufgrund der hohen geschätzten Populationen.

## Belege